# Liste von Persönlichkeiten der Stadt Ljubljana
Die folgende Liste enthält in Ljubljana geborene sowie zeitweise dort lebende Persönlichkeiten mit einem Artikel in der deutschsprachigen Wikipedia, chronologisch aufgelistet nach dem Geburtsjahr. Die Liste erhebt keinen Anspruch auf Vollständigkeit.

## In Ljubljana geborene Persönlichkeiten

### Bis 1800
- Georg von Slatkonia (1456–1522), katholischer Bischof von Wien
- Thomas Chrön (1560–1630), römisch-katholischer Fürstbischof von Laibach und Gegenreformator in Krain
- Gabriel Plautz (um 1585–1641), Hofkapellmeister und Komponist in Mainz
- Johann Ludwig Schönleben (1618–1681), Jesuit, Domdechant und Protonotarius
- Georg Sigismund Pogatschnig (* 1676?), Stadtarzt in Laibach, Philosoph und seit 1705 Mitglied der Gelehrtenakademie Leopoldina
- August von Hallerstein (1703–1774), Jesuit und Missionar
- Johann Karl Philipp Graf Cobenzl (1712–1770), Politiker, Gründer der Literarischen Gesellschaft in Brüssel
- Philipp von Cobenzl (1741–1810), Staatsmann
- Ludwig Graf Cobenzl (1744–1792), Dompropst
- Franz Samuel Karpe (1747–1806), Philosoph und Hochschullehrer
- Joseph Schemerl von Leythenbach (1754–1844), Architekt und Wasserbautechniker
- Janez Baptist Novak (1756–1833), Komponist
- Franz von Hohenwart (1771–1844), Naturforscher
- Karl Meisl (1775–1853), Beamter und Dramatiker
- Vincenz von Schrott (1794–1854), deutscher Jurist und Politiker, Mitglied der Frankfurter Nationalversammlung

### 19. Jahrhundert

#### 1801 bis 1850
- Jurij Mihevec (1805–1882), Komponist
- Anastasius Grün (1806–1876), Politiker und Lyriker
- Karl von Wurzbach (1809–1886), Jurist, Politiker und Landeshauptmann
- Franz Egger (1810–1877), Politiker und Jurist
- Constantin von Wurzbach (1818–1893), Bibliograph, Lexikograf und Schriftsteller
- Joseph von Zhishman (1820–1894), Kirchenrechtler
- Karl Deschmann (1821–1889), Politiker, Archäologe und Naturwissenschaftler
- Kamilo Mašek (1831–1859), Komponist
- Anton von Brandis (1832–1907), Landeshauptmann von Tirol
- Zeno Graf Welser von Welsersheimb (1835–1921), Offizier, Diplomat und Politiker
- Henriette Langus (1836–1876), Porträt- und Kirchenmalerin
- Franz von Krauß (1837–1919), Verwaltungsjurist, Wiener k.k. Polizeipräsident
- Heinrich Freiherr von Pitreich (1841–1920), k.u.k. Kriegsminister
- Carlos María de los Dolores de Borbón (1848–1909), Adeliger
- Ludwig von Kurz zum Thurn und Goldenstein (1850–1939), Maler

#### 1851 bis 1900
- Franz Persoglia (1852–1912), Historien- und Genremaler
- Emil Colerus von Geldern (1856–1919), österreichisch-ungarischer General der Infanterie
- Emil Heinricher (1856–1934), Botaniker
- Ludwig Mitteis (1859–1921), Rechtshistoriker
- Ivana Kobilca (1861–1926), Malerin
- Anton Funtek (1862–1932), Schriftsteller
- Richard Cornelius Kukula (1862–1919), Philologe
- Adolf Hauffen (1863–1930), Literaturhistoriker, Schriftsteller und Professor
- Franz Naval (1865–1939), Opernsänger
- Konrad Zindler (1866–1934), Mathematiker
- Ferdinand Eger (1868–1948), Jurist und Politiker
- Josef Kollmann (1868–1951), Kaufmann und Politiker
- Franja Tavčar (1868–1938), Frauenrechtlerin
- Carl O’Lynch of Town (1869–1942), Maler
- Fritz Pregl (1869–1930), Chemiker
- Anton von Premerstein (1869–1935), Althistoriker, Epigraphiker und Papyrologe
- Waldemar Titzenthaler (1869–1937), Fotograf
- Jože Plečnik (1872–1957), Architekt
- Erik von Merizzi (1874–1917), österreichisch-ungarischer Offizier
- Ernst Moro (1874–1951), Kinderarzt
- Josip Murn (1879–1901), Lyriker
- Eduard Baar-Baarenfels (1885–1967), Heimwehr-Führer und Politiker
- Odo Neustädter-Stürmer (1885–1938), Politiker und Chefideologe der Heimwehr
- Milan Vidmar (1885–1962), Ingenieur, Hochschullehrer und Schachspieler
- Lili Novy (1886–1958), Dichterin und Übersetzerin
- Fran Ramovš (1890–1952), Linguist
- Xaver Schaffgotsch (1890–1979), österreichischer Schriftsteller und Übersetzer
- Bruno Brehm (1892–1974), Schriftsteller
- Juš Kozak (1892–1964), Schriftsteller
- Stane Kmet (1893–1968), Skilangläufer
- Josip Vidmar (1895–1992), Literaturkritiker, Essayist und Politiker
- Svatopluk Innemann (1896–1945), Regisseur
- Josip Kosmatin (1897–1961), Radrennfahrer
- Ilse Knapitsch (1899–1979), Rechtsanwältin und Frauenrechtlerin

### 20. Jahrhundert

#### 1901 bis 1940
- Stane Bervar (1905–1987), Skilangläufer
- Boris Kobe (1905–1981), Architekt, Maler und Designer
- Rupert Glawitsch (1907–1981), Tenor
- Svetozar Ilešič (1907–1985), Geograph und Professor
- Boris Režek (1908–1986), Skilangläufer, Regisseur, Autor und Drehbuchautor
- Franc Abulnar (1909–1995), Radrennfahrer
- Ivan Valant (1909–1999), Radrennfahrer
- Edvard Kardelj (1910–1979), Politiker
- Wilhelm Kos (1910–1995), SS-Obersturmbannführer
- Marijan Lipovšek (1910–1995), Komponist
- Dietfried Müller-Hegemann (1910–1989), Facharzt für Psychiatrie und Neurologie, Psychotherapeut und Psychoanalytiker
- Josip Žabkar (1914–1984), Erzbischof und Diplomat
- Max Marinko (1916–1975), Tischtennisspieler
- Maks Bajc (1919–1983), Schauspieler
- Rudolf Francl (1920–2009), Opernsänger
- Mitja Brodar (1921–2012), Archäologe
- Vasilij Melik (1921–2009), Historiker
- Primož Ramovš (1921–1999), Komponist, Musikwissenschaftler und Bibliothekar
- Demeter Bitenc (1922–2018), Schauspieler
- Uroš Krek (1922–2008), Komponist und Hochschullehrer
- Janez Stanovnik (1922–2020), Politiker
- Ljubo Bavcon (1924–2021), Rechtswissenschaftler und Professor für Strafrecht an der Universität Ljubljana
- Hermann A. Haus (1925–2003), Physiker
- Andrej Hieng (1925–2000), Schriftsteller, Dramatiker, Drehbuchautor und Regisseur
- Janez Matičič (1926–2022), Komponist, Dirigent, Pianist und Hochschullehrer
- Črtomir Zupančič (1928–2018), Professor für Physik
- Branko Elsner (1929–2012), Fußballspieler und -trainer
- Žarko Petan (1929–2014), Schriftsteller
- Albin Rogelj (1929–2023), Skispringer
- Taras Kermauner (1930–2008), Literaturhistoriker, Philosoph, Essayist, Kritiker und Dramaturg
- Lilijana Istenič (* 1931), Biologin
- Igor Ozim (1931–2024), Violinist
- Ivo Petrić (1931–2018), Komponist und Dirigent
- Janez Bernik (1933–2016), Maler und Grafiker
- Franc Rodé (* 1934), Kurienkardinal
- Slavko Špan (1938–2021), Leichtathlet
- Miroslav Cerar (* 1939), Kunstturner
- Jelka Reichman (* 1939), Malerin und Illustratorin
- Andrej Boltežar (* 1940), Radrennfahrer
- Niko Grafenauer (* 1940), Lyriker, Erzähler, Essayist und Übersetzer

#### 1941 bis 1950
- Saša Mächtig (* 1941), Architekt
- Bruno Parma (* 1941), Schachmeister
- Lado Leskovar (* 1942), Sänger
- Andrej Bajuk (1943–2011), Politiker
- Slavko Pregl (* 1945), Schriftsteller, Verleger und Redakteur
- Alojz Uran (1945–2020), katholischer Geistlicher, Erzbischof von Ljubljana
- Milan Orožen Adamič (1946–2018), Geograph, Wissenschaftspolitiker und Diplomat
- Vladimir Bebić (1946–2009), Politiker
- Marjana Lipovšek (* 1946), Konzert- und Opernsängerin sowie Schauspielerin
- Dimitrij Rupel (* 1946), Soziologe, Journalist und Politiker
- Tadej Brate (1947–2022), Industriearchäologe und Sachbuchautor
- Ratimir Marijan Gomboc (* 1947), Künstler
- Maruša Krese (1947–2013), Schriftstellerin und Lyrikerin
- Bojan Kurajica (* 1947), Schachmeister
- Boris Kutin (* 1947), Schachspieler und -funktionär
- Branko Oblak (* 1947), Fußballspieler
- Gorgona Böhm (* 1948), Architektin
- Barbara Miklič Türk (* 1948), Politikerin
- Mladen Bogić (* 1949), Eisenbahnpublizist und Eisenbahnmuseumsgestalter
- Slavoj Žižek (* 1949), Philosoph, Kulturkritiker und Psychoanalytiker
- Drago Gajo (* 1950), Schlagzeuger, Betreiber des Jazzclubs Gajo in Ljubljana
- Milan Jesih (* 1950), Dichter, Dramatiker und Übersetzer
- Tone Kunaver (* 1950), Radrennfahrer
- Janez Zakotnik (* 1950), Radrennfahrer

#### 1951 bis 1960
- Gregor Cevc (* 1951), slowenisch-deutscher Biophysiker
- Jure Detela (1951–1992), Schriftsteller, Lyriker und Pazifist
- Lev Kreft (* 1951), Philosoph und Politiker
- Eva Sršen (* 1951), Sängerin
- Dušan Merc (* 1952), Schriftsteller
- Jurij Murašov (* 1952), Slawist
- Barbara Brezigar (* 1953), Juristin und Politikerin
- Eva Jeler (* 1953), Tischtennisspielerin und -trainerin
- Tone Škrjanec (* 1953), Dichter, Autor und Übersetzer
- Uroš Rojko (* 1954), Komponist und Klarinettist
- Desa Muck (* 1955), Kinder-, Jugendbuchautorin, Schriftstellerin, TV-Moderatorin und Schauspielerin
- Andrej Rozman Roza (* 1955), Dichter, Dramatiker, Schriftsteller und Übersetzer
- Bratko Bibič (* 1957), Akkordeonist
- Irena Grafenauer (* 1957), Querflötistin und Hochschullehrerin
- Željko Ivanek (* 1957), Schauspieler
- Lučka Koščak (1957–2022), Bildhauerin
- Vinko Polončič (* 1957), Radrennfahrer und sportlicher Leiter
- Miro Zalar (* 1957), schwedischer Stabhochspringer
- Slavko Avsenik junior (* 1958), Komponist, Jazzpianist und Musikproduzent
- Janez Janša (* 1958), Politiker
- Peter Mahne (* 1959), jugoslawisch-österreichischer Handballspieler und -trainer
- Metka Munih (* 1959), Skilangläuferin
- Jože Prelogar (* 1959), Fußballspieler und -trainer
- Franc Šuštar (* 1959), Weihbischof
- Mitja Ferenc (* 1960), Historiker
- Silvo Karo (* 1960), Bergsteiger
- Tuula Okkola (* 1960), finnische Fußballspielerin jugoslawischer Herkunft
- Anton Rop (* 1960), Ministerpräsident Sloweniens
- Tomo Virk (* 1960), Literaturwissenschaftler, Essayist und Übersetzer

#### 1961 bis 1970
- Aleš Debeljak (1961–2016), Schriftsteller, Dichter und Herausgeber
- Miran Tepeš (* 1961), Skispringer
- Aleš Zalar (* 1961), Justizminister
- Vasja Bajc (* 1962), Skispringer
- Primož Čerin (* 1962), Radrennfahrer
- Jože Klemenčič (* 1962), Skilangläufer
- Janež Kršinar (* 1962), Skilangläufer
- Tatjana Smolnikar (* 1962), Skilangläuferin
- Nataša Sukič (* 1962), Autorin, Politikerin und LGBT+-Aktivistin
- Žiga Turk (* 1962), Professor für Bauingenieurwesen und slowenischer Minister
- Primož Ulaga (* 1962), Skispringer
- Marko Jemec (* 1963), Freestyle-Skier
- Srečko Katanec (* 1963), Fußballspieler
- Alenka Godec (* 1964), Musikantin
- Robert Pintarič (* 1964), Radrennfahrer
- Igor Šoltes (* 1964), Politiker
- Tanja Tuma (* 1964), Schriftstellerin und Verlegerin
- Tomaž Čižman (* 1965), Skirennläufer
- Robert Šebenik (* 1965), Radrennfahrer
- Romana Tomc (* 1965), Politikerin
- Mateja Vraničar (* 1965), Beamtin und Politikerin
- Rok Petrovič (1966–1993), Skirennläufer
- Tanja Zimmermann (* 1966), Slawistin
- Janez Lenarčič (* 1967), Diplomat und Politiker
- Andreja Smrekar (* 1967), Skilangläufer
- Katarina Zajc (* 1967), Skirennläuferin
- Valter Bonča (* 1968), Radrennfahrer
- Katarina Marinčič (* 1968), Schriftstellerin, Literaturwissenschaftlerin und Übersetzerin
- Nataša Pirc Musar (* 1968), Journalistin, Anwältin und Politikerin
- Robert Oblak (* 1968), Fußballspieler
- Veronika Šarec (* 1968), Skirennläuferin
- Mateja Svet (* 1968), Skirennläuferin
- Aleš Učakar (* 1968), Übersetzer und Autor
- Nik Zupančič (* 1968), Eishockeyspieler
- Tomaž Humar (1969–2009), Bergsteiger
- Martin Hvastija (* 1969), Radrennfahrer
- Janko Kastelic (* 1969), Dirigent
- Željko Milinović (* 1969), Fußballspieler
- Lucija Stepančič (* 1969), Restauratorin, Autorin und Literaturkritikerin
- Brigita Bukovec (* 1970), Leichtathletin
- Irena Hajnsek (* 1970), Geographin und Hochschullehrerin
- Tomaž Vnuk (* 1970), Eishockeyspieler

#### 1971 bis 1980

##### 1971
- Jaka Bizilj (* 1971), Produzent und Autor
- Tanja Fajon (* 1971), Politikerin
- Primož Čučnik (* 1971), Dichter, Schriftsteller, Herausgeber und Übersetzer

##### 1972
- Marko Dolenc (* 1972), Biathlet
- Andraž Vehovar (* 1972), Kanute
- Matjaž Vrhovnik (* 1972), Skirennläufer

##### 1973
- Damjan Fras (* 1973), Skispringer
- Katarina Kresal (* 1973), Juristin und Politikerin
- Beno Lapajne (* 1973), Handballspieler
- Ermin Šiljak (* 1973), Fußballspieler

##### 1974
- Alenka Bikar (* 1974), Sprinterin
- Urška Hrovat (* 1974), Skirennläuferin
- Gašper Kralj (* 1974), Schriftsteller, Übersetzer und Sozialanthropologe
- Marko Tratar (* 1974), Schachspieler

##### 1975
- Andrej Hauptman (* 1975), Radrennfahrer
- Igor Jerman (* 1975), Motorradrennfahrer
- Matjaž Kladnik (* 1975), Skispringer
- Zoran Lubej (* 1975), Handballspieler
- Mojca Suhadolc (* 1975), Skirennläuferin
- Senad Tiganj (* 1975), Fußballspieler

##### 1976
- Samira Kentrić (* 1976), Künstlerin, Illustratorin und Autorin
- Zoran Klemenčič (* 1976), Radrennfahrer
- Radoslav Nesterovič (* 1976), Basketballspieler
- Uroš Umek (* 1976), DJ und Musikproduzent

##### 1977
- Milenko Ačimovič (* 1977), Fußballspieler
- Katarina Breznik (* 1977), Skirennfahrerin
- Miha Gale (* 1977), Freestyle-Skier
- Alenka Gotar (* 1977), Sopranistin
- Damjan Kukovec (* 1977), Jurist
- Andreja Mali (* 1977), Biathletin und Skilangläuferin
- Jure Radelj (* 1977), Skispringer
- Vasja Rupnik (* 1977), Biathlet und Skilangläufer
- Izidor Šušteršič (* 1977), Snowboarder
- Agata Tomažič (* 1977), Schriftstellerin, Journalistin und Übersetzerin
- Brina Vogelnik (* 1977), Künstlerin

##### 1978
- Jasmin Handanović (* 1978), Fußballtorhüter
- Jaka Lakovič (* 1978), Basketballspieler
- Peter Mankoč (* 1978), Schwimmer
- Maruša Sagadin (* 1978), Künstlerin
- Luka Žagar (* 1978), Eishockeyspieler

##### 1979
- Petra Majdič (* 1979), Skilangläuferin
- Gregor Moder (* 1979), Philosoph und Hochschullehrer
- Milivoje Novakovič (* 1979), Fußballspieler
- Primož Peterka (* 1979), Skispringer
- Vasilka Sancin (* 1979), Juristin
- Peter Žonta (* 1979), Skispringer

##### 1980
- Ognjen Backovič (* 1980), Handballspieler
- Teja Gregorin (* 1980), Biathletin
- Robert Koren (* 1980), Fußballspieler
- Jože Mehle (* 1980), Biathlet und Skilangläufer
- Mateja Šimic (* 1980), Triathletin

#### 1981 bis 1990

##### 1981
- Alojz Ihan (* 1961), Mikrobiologe, Immunologe, Dichter und Schriftsteller
- Robert Kranjec (* 1981), Skispringer
- Igor Medved (* 1981), Skispringer
- Omar Naber (* 1981), Popsänger
- Miha Rihtar (* 1981), Skispringer
- Aleksander Studen-Kirchner (* 1981), slowenisch-deutscher Schauspieler, Regisseur und Spieleentwickler

##### 1982
- Matjaž Brumen (* 1982), Handballspieler
- Boštjan Cesar (* 1982), Fußballspieler
- Damjan Dervarič (* 1982), Eishockeyspieler
- Luka Elsner (* 1982), Fußballspieler
- Matej Hočevar (* 1982), Eishockeyspieler
- Mare Hojc (* 1982), Handballspieler
- Anja Milenkovič (* 1982), Fußballspielerin
- Aleš Mušič (* 1982), Eishockeyspieler
- Jure Natek (* 1982), Handballspieler

##### 1983
- Jernej Damjan (* 1983), Skispringer
- Lucija Grad (* 1983), Fußballspielerin
- Branko Ilič (* 1983), Fußballspieler
- Zlatan Ljubijankič (* 1983), Fußballspieler
- David Miklavčič (* 1983), Handballspieler
- Maja Tvrdy (* 1983), Badmintonspielerin

##### 1984
- Luka Gregorc (* 1984), Tennisspieler
- Samir Handanovič (* 1984), Fußballtorwart
- Andrej Hebar (* 1984), Eishockeyspieler
- Andrej Hočevar (* 1984), Eishockeytorhüter
- Andraž Kirm (* 1984), Fußballspieler
- Erazem Lorbek (* 1984), Basketballspieler
- Olmo Omerzu (* 1984), Regisseur und Drehbuchautor
- Dalibor Stevanović (* 1984), Fußballspieler
- Ana Srebrnič (* 1984), Schachspielerin

##### 1985
- Peter Dokl (* 1985), Biathlet
- Urška Pintar (* 1985), Radrennfahrerin
- Jure Šinkovec (* 1985), Skispringer
- Tina Štrancar (* 1985), Übersetzerin deutscher Literatur
- Pia Tajnikar (* 1985), Sprinterin

##### 1986
- Klemen Bauer (* 1986), Biathlet
- Rok Benkovič (* 1986), Skispringer
- Igor Cvetek (* 1986), Eishockeyspieler
- Goran Dragić (* 1986), Basketballspieler
- Rok Elsner (*  1986), Fußballspieler
- Jaka Ihbeisheh (* 1986), Fußballspieler
- Domen Vedlin (* 1986), Eishockeyspieler
- Branka Zec (* 1986), Handballspielerin

##### 1987
- Anže Damjan (* 1987), Skispringer
- Erika Fabjan (* 1987), Beachvolleyballspielerin
- Blaž Kavčič (* 1987), Tennisspieler
- Gašper Krošelj (* 1987), Eishockeytorhüter
- Rok Rogelj (* 1987), Snowboarder
- Vesna Rožič (1987–2013), Schachspielerin
- Benjamin Savšek (* 1987), Kanute
- Aleš Sila (* 1987), Eishockeytorhüter

##### 1988
- Luka Lenič (* 1988), Schachspieler
- Denis Petrić (* 1988), Fußballspieler
- Tina Šutej (* 1988), Stabhochspringerin
- Maja Zrnec (* 1988), Handballspielerin

##### 1989
- Aljaž Bedene (* 1989), Tennisspieler
- Andraž Bedene (* 1989), Tennisspieler
- Lina Krhlikar (* 1989), Handballspielerin
- Žiga Pance (* 1989), Eishockeyspieler
- Amra Pandžić (* 1989), Handballspielerin
- Anže Ropret (* 1989), Eishockeyspieler
- Jurij Tepeš (* 1989), Skispringer

##### 1990
- Blaž Božič (* 1990), Fußballspieler
- Darko Cingesar (* 1990), Handballspieler
- Matic Fink (* 1990), Fußballspieler
- Anže Florjančič (* 1990), Eishockeyspieler
- Miha Mevlja (* 1990), Fußballspieler
- Jan Tratnik (* 1990), Radrennfahrer

#### 1991 bis 2000

##### 1991
- Tamara Mavsar (* 1991), Handballspielerin
- Erik Pance (* 1991), Eishockeyspieler
- Gregor Režek (* 1991), Eishockeyspieler
- Cilka Sadar (* 1991), Snowboarderin
- Fata Salkunič (* 1991), Fußballspielerin
- Anja Tepeš (* 1991), Skispringerin

##### 1992
- Jan Grebenc (* 1992), Handballspieler
- Emir Ljubijankić (* 1992), Fußballspieler
- Marko Vukićević (* 1992), slowenisch-serbischer Skirennläufer
- Urban Žibert (* 1992), Fußballspieler

##### 1993
- Kristina Erman (* 1993), Fußballspielerin
- Miha Robič (1993–2021), Fußballspieler
- Žan Rudolf (* 1993), Mittelstreckenläufer
- Joni Tomičić Prezelj (* 1993), Hürdenläuferin

##### 1994
- Špela Rogelj (* 1994), Skispringerin
- Andraž Šporar (* 1994), Fußballspieler

##### 1995
- Urša Bogataj (* 1995), Skispringerin
- Neja Filipič (* 1995), Leichtathletin
- Jan Kozamernik (* 1995), Volleyballspieler
- Jan Kralj (* 1995), Snowboarder
- Petar Stojanović (* 1995), Fußballspieler
- Nina Zulić (* 1995), Handballspielerin

##### 1996
- Anže Lanišek (* 1996), Skispringer
- Raiven (* 1996), Sängerin, Mezzo-Sopranistin, Songwriterin und Harfenistin
- Jon Gorenc Stankovič (* 1996), Fußballspieler
- Tilen Strmljan (* 1996), Handballspieler
- Milan Tučić (* 1996), Fußballspieler
- Miha Zajc (* 1996), Eishockeyspieler

##### 1997
- Ana Abina (* 1997), Handballspielerin
- Tilen Bartol (* 1997), Skispringer
- Ben Dolic (* 1997), Sänger
- Lara Ivanuša (* 1997), Fußballspielerin
- Matic Kotar (* 1997), Handballspieler
- Luka Maver (* 1997), Eishockeyspieler
- Miha Vidmar (* 1997), Fußballspieler

##### 1998
- David Brekalo (* 1998), Fußballspieler
- Mark Ferjan (* 1998), Handballspieler
- Domen Novak (* 1998), Handballspieler
- Matija Rom (* 1998), Fußballspieler
- Nina Spreitzer (* 1998), Handballspielerin
- Maruša Štangar (* 1998), Judoka
- Teja Vidic (* 1998), Schachspielerin
- Agata Zupin (* 1998), Leichtathletin

##### 1999
- Ema Abina (* 1999), Handballspielerin
- Luka Dončić (* 1999), Basketballspieler
- Jure Grkman (* 1999), Sprinter
- Laura Unuk (* 1999), Schachspielerin

##### 2000
- Lia Apostolovski (* 2000), Hochspringerin
- Filip Jakob Demšar (* 2000), Hürdenläufer
- Tija Gomilar Zickero (* 2000), Handballspielerin
- Matevž Govekar (* 2000), Radrennfahrer
- Gregor Grahovac (* 2000), Sprinter
- Kaja Juvan (* 2000), Tennisspielerin
- Kristina Novak (* 2000), Tennisspielerin
- Anton Vidmar (* 2000), Biathlet

### 21. Jahrhundert

#### Ab 2001
- Lovro Planko (* 2001), Biathlet
- Matic Repnik (* 2001), Biathlet
- Matevž Šuštaršič (* 2001), Sprinter
- Nejc Gradišar (* 2002), Fußballspieler
- Zala Urh (* 2002), Schachspielerin
- Jan Emberšič (* 2003), Hammerwerfer
- Jernej Gumilar (* 2003), Sprinter
- Veronika Sadek (* 2003), Mittelstreckenläuferin
- Sandro Jeršin Tomassini (* 2004), Hochspringer
- Karolina Zbičajnik (* 2005), Sprinterin
- Luka Mlakar (* 2006), Fußballspieler

## Bekannte Einwohner von Ljubljana
- Simon Karchne (1649–1722), Jesuit, Rektor des Kollegs in der Stadt
- Sigmund Zois von Edelstein (1747–1819), Metallurg, Unternehmer und Mäzen
- Sigmund von Schwitzen (1747–1834), Kreishauptmann von Laibach

## Ehrenbürger von Ljubljana
- 1867 Ferdinand Josef Schmidt (1791–1878), österreich-ungarischer Kaufmann und Naturforscher in Krain
- Friedrich Kaltenegger von Riedhorst (1820–1892), Landeshauptmann, Abgeordneter und Vizebürgermeister
- Andreas Freiherr von Winkler (1825–1916), österreichischer Jurist und Beamter und Landespräsident des Herzogthums Krain[1]